# Distrikt Supe Puerto
Der Distrikt Supe Puerto liegt in der Provinz Barranca in der Region Lima in West-Peru. Er wurde am 5. Dezember 1952 gegründet. Der 11,51 km² große Distrikt hatte beim Zensus 2017 12.855 Einwohner. Im Jahr 1993 lag die Einwohnerzahl bei 10.281, im Jahr 2007 bei 11.097. Der Distrikt und die gleichnamige Stadt Supe Puerto sind quasi deckungsgleich.

## Geographische Lage
Der Distrikt Supe Puerto liegt an der Pazifikküste knapp 160 km nordnordwestlich der Landeshauptstadt Lima. Der Distrikt grenzt im Norden an den Distrikt Barranca, im Süden an den Distrikt Supe. Die Nationalstraße 1N (Panamericana) führt durch den Distrikt.